# Сервий Корнелий Лентул (консул 303 года до н. э.)
Сервий Корнелий Лентул (лат. Servius Cornelius Lentulus) (около 340 — после 303 года до н. э.) — древнеримский военный и политический деятель, консул 303 года до н. э..
Был сыном Гнея Корнелия Лентула и внуком Гнея Корнелия Лентула.
Во время своего консулата провёл расследование заговора фрузинатов:
Фрузинатов лишили трети их земельных владений за то, что они, как обнаружилось, подстрекали герников к мятежу; по постановлению сената консулы провели дознание, и зачинщиков этого заговора высекли розгами и обезглавили топором.Тит Ливий — История Рима от основания города, кн. X
Предпринял поход в Умбрию против вооруженных разбойников:
Впрочем, чтобы консулам не пришлось провести весь год без войны, был предпринят небольшой поход в Умбрию, откуда сообщали о разбойниках, из какой-то пещеры делавших набеги на поля.
Строем, со знаменами, римляне углубились в пещеру, но в потемках многие были изранены, главным образом побиты камнями. Наконец нашли другой выход — пещера была сквозная, — завалили отверстие бревнами и подожгли.
От дыма и жара там погибли две тысячи вооруженных разбойников; под конец они бросались в самое пламя, лишь бы вырваться наружу.Тит Ливий — История Рима от основания города, кн. X
По мнению Вильгельма Друманна, Сервий Корнелий Лентул был отцом Тиберия Корнелия Лентула и дедом Луция Корнелия Лентула Кавдина (консула 275 года до н. э.), но разница в возрасте у деда и внука была бы слишком мала; поэтому Фридрих Мюнцер и Самнер предполагают, что дедом Луция Корнелия Лентула Кавдина, возможно, является одноименный дядя Сервия Корнелия, более ничем не известный.